# Francis Uzoho
Francis Odinaka Uzoho (ur. 28 października 1998 w Nwangele) – nigeryjski piłkarz grający na pozycji bramkarza w Omonii Nikozja.

## Kariera piłkarska
Swoją karierę piłkarską Uzoho rozpoczął w 2013 roku w Aspire Academy, katarskiej akademii piłkarskiej. W 2017 roku został zawodnikiem Deportivo La Coruña. 10 września 2017 zadebiutował w rezerwach tego klubu w Segunda División B w wygranym 3:0 domowym meczu z Realem Madryt Castilla. W sezonie 2017/2018 był podstawowym bramkarzem rezerw Deportivo. 15 października 2017 zadebiutował w pierwszym zespole Deportivo w Primera División w zremisowanym 0:0 wyjazdowym meczu z Eibarem.
| Sezon   | Klub                 | Kraj      | Rozgrywki                 | Mecze | Gole |
| ------- | -------------------- | --------- | ------------------------- | ----- | ---- |
| 2017/18 | Deportivo Fabril     | Hiszpania | Segunda División B        | 26    | 0    |
| 2017/18 | Deportivo La Coruña  | Hiszpania | Primera División          | 2     | 0    |
| 2018/19 | Elche CF             | Hiszpania | Segunda División          | 7     | 0    |
| 2018/19 | Anorthosis Famagusta | Cypr      | Protathlima A’ Kategorias | 3     | 0    |

## Kariera reprezentacyjna
W 2013 roku Uzoho był rezerwowym bramkarzem reprezentacji Nigerii U-17 na Mistrzostwach Świata U-17. Nigeria wywalczyła wówczas mistrzostwo świata.
W reprezentacji Nigerii Uzoho zadebiutował 14 listopada 2017 roku w wygranym 4:2 towarzyskim meczu z Argentyną, rozegranym w Krasnodarze. W 2018 roku powołano go do kadry na Mistrzostwa Świata w Rosji. Rozegrał na nim trzy mecze: z Chorwacją (0:2), z Islandią (2:0) i z Argentyną (1:2).